# Dorres
Dorres és una comuna de la Catalunya del Nord, a la comarca de l'Alta Cerdanya. Administrativament, pertany a l'Estat francès.
És un vilatge conegut per les aigües termals que posseeix, les quals s'han fet servir dels temps romans ençà.

## Etimologia
Joan Coromines explica en el seu Onomasticon Cataloniae l'origen basc del topònim Dorres. Procedeix de iturres, plural d'iturri (font), en referència a la vàlua curativa de les fonts que Dorres comparteix amb les Escaldes. És un dels molts topònims d'origen iberobasc existents a la Cerdanya.

## Geografia

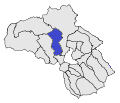
Dorres a l'Alta Cerdanya

### Localització i característiques generals del terme
El terme comunal de Dorres, de 247.700 hectàrees d'extensió, és situat a la zona central-occidental de la comarca de l'Alta Cerdanya. És una mica al nord-oest del centre de la comarca de l'Alta Cerdanya, totalment envoltat per altres comunes cerdanes.
És un terme bastant estret i allargassat de nord a sud, que davalla de contraforts meridionals del Carlit, en concret, del Puig Occidental de Coll Roig i del seu bessó Puig Oriental de Coll Roig, que marquen, amb el Coll Roig entre les dues muntanyes, tot el límit septentrional del terme de Dorres, on s'obre la vall dels Estanyets. Aquests dos cims, tots dos de 2.795,4 m alt, són el punt més elevat de tot el terme comunal. El Coll Roig és a 2.728 m. Des del Puig Occidental davalla cap al sud-oest un contrafort que marca la separació dels termes de Dorres i Portè, fins a la Portella de Bac d'Hortell, de 2.557,6 m alt, on els dos termes esmentats troben el trifini amb el d'Enveig. El termenal amb aquest darrer poble, que és el límit occidental del terme de Dorres, va marcat per un contrafort de la Serra de la Portella del Bac d'Hortell, que marca la divisòria d'aigües de les valls del Rec de Dorres i del Riu de Brangolí, en el terme d'Enveig. Aquest contrafort té com a elements destacats el Pic de Mollet, de 2.288 m alt, el Roc de la Serra de la Quera, de 1.767 m i el Coll de Jovell, a 1.633,8 m. El límit meridional, amb el terme d'Ur, discorre pel vessant sud del turó coronat per l'ermita de Santa Maria de Bell-lloc.
El límit oriental del terme de Dorres, íntegrament amb el d'Angostrina i Vilanova de les Escaldes, arrenca també del Puig Oriental de Coll Roig cap al sud-est, de primer seguint un contrafort d'aquest cim, però que a partir dels 2.400 m alt, aproximadament, el termenal deixa de seguir una línia geogràfica definida, i esdevé més arbitrari. Així, continua davallant fins als 2.120 m alt, al sud de les Socarrades, gira 90° cap al sud-oest i s'adreça a la llera del Rieral dels Estanyets. Aleshores és aquest altre curs d'aigua qui fa de termenal, fins que s'hi aboca el Rec de Carlit, que prové del nord. En aquell punt, el termenal abandona el fons de la petita vall i, en direcció sud-oest, puja pel mig d'un coster cap al cim del Serrat de Castellar, de 2.068 m alt, on gira cap al sud-est altre cop, seguint carenes poc marcades en el territori. Així, baixa per la Balmeta i el Coll dels Cirerets i el Solà del Mas. Seguint encara muntanya avall pel trencant d'aigües del Riu d'Angostrina, a llevant, i el Rec de Coma Ermada, a ponent, s'adreça aproximadament cap al sud fins a prop a ponent de les Escaldes fins a trobar la carena que limita per l'oest el curs de la Ribereta; seguint majoritàriament cap al sud de forma paral·lela a aquest torrent, s'adreça fins a prop al nord-oest del poble de Vilanova de les Escaldes. En aquest lloc, el termenal fa una mena de bossa cap al nord-oest per envoltar un tros de la vall del Rec de Jouell, i, ja en un tram molt més pla que tota la resta, va a cercar el trifini entre Dorres, Angostrina i Vilanova de les Escaldes i Ur.
El termenal amb Ur, tot el límit de migdia del terme de Dorres, és de caràcter arbitrari, ja que discorre per un coster sense cap accident geogràfic determinat. El punt més baix del terme és a la llera del Rec de Jouell a la seva sortida del terme de Dorres, a 1.348,2 m alt. El poble de Dorres és a 1.453,7 m.
Termes municipals limítrofs:
| Portè  |    | Angostrina i Vilanova de les Escaldes |
| Enveig |    |                                       |
|        | Ur |                                       |

### El poble de Dorres

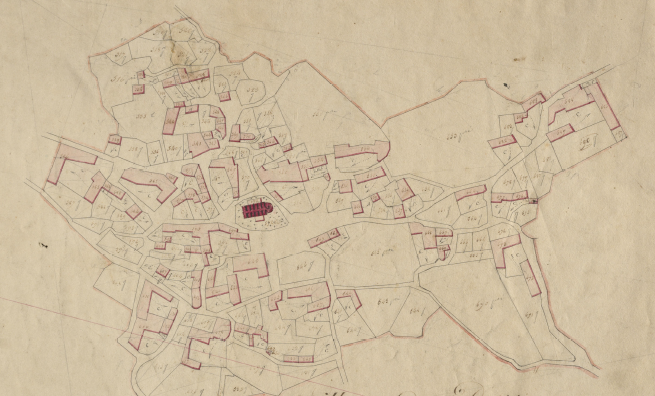
Dorres en el Cadastre Napoleònic del 1812 (Arxius Departamentals dels Pirineus Orientals)

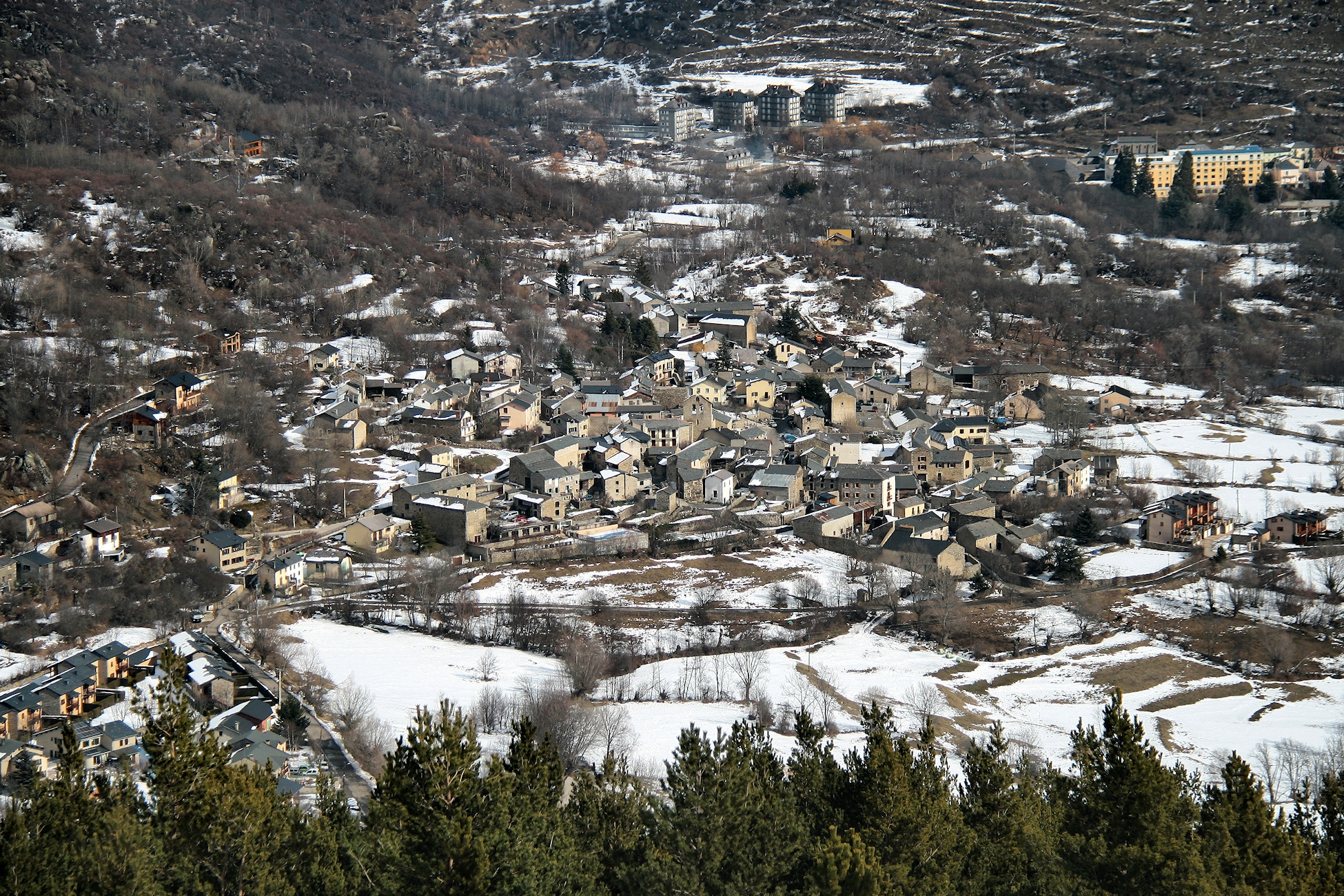
Dorres, nevat

Dorres és al sud-est del seu terme, a prop del racó del terme. És a l'esquerra del Rec de Jouell, una cinquantena de metres costa amunt al nord del torrent esmentat. El poble vell és de caràcter semidispers, més o menys agrupat a l'entorn de l'església parroquial, romànica, de Sant Joan Evangelista de Dorres, però sense formar un nucli compacte. En el nucli principal, a prop de l'església, hi ha el museu, conegut com la Casa de Granit.
A l'extrem nord-oest de Dorres es troba el petit veïnat de les Cases de Carrera i a ponent, una mica més separat, el nucli de les Arenes, amb la capella de la Mageta a l'extrem oest. Entre aquests petits veïnats i el nucli de l'església agrupen la totalitat de la població de la comuna.

### Els Banys de Dorres
A ponent del poble de Dorres, a prop del termenal amb Angostrina i Vilanova de les Escaldes, es troben els Banys de Dorres, un petit establiment termal explotat des de molt antic, proper i pertanyent a la mateixa sorgència d'aigües sulfuroses termals de les Escaldes. Tanmateix, en el Cadastre napoleònic del 1812 hi consta la font termal, però sense cap edifici en aquell lloc. S'hi ha iniciat, sobretot al llarg del segle xx, un cert turisme termal, però molt menor en comparació amb el veí de les Escaldes.
És un establiment a l'aire lliure, entre els arbres existents en el lloc. És un edifici obert, amb tres de les parets construïdes, i la quarta oberta. Hom hi pot gaudir d'una gran panoràmica sobre els principals cims dels Pirineus Catalans. La temperatura de la sorgència és de 38 graus, cosa que permet el bany a qualsevol època de l'any, a les dues piscines exteriors, un antic safareig i una piscina nova, tallades en blocs de granit.
El lloc és visitat freqüentment pels excursionistes de la zona, que hi poden trobar una estona de relaxació i repòs.

### Santa Maria, o la Mare de Déu, de Bell-lloc
Damunt d'un turó visible des de bona part de la Cerdanya es troba l'antic priorat de Santa Maria de Bell-lloc. Avui dia, amb les instal·lacions de l'antic priorat en ruïnes al costat de la capella, aquesta destaca al sud-oest del poble de Dorres, al terme del qual pertany. En l'actualitat l'edificació és considerada santuari.

### Les masies del terme
Fora del nucli de població, a Dorres no hi ha cap mena de població disseminada. Únicament s'hi poden trobar algunes barraques d'ús agropecuari. Es tracta de les barraques de Coll Roig, de la Jaça del Pas, de la Jaça dels Capellans, del Pla dels Triadors, o, simplement, Barraca dels Triadors, la dels Castellans, la de Mata Negra i les Barraques dels Passavets. En l'àmbit religiós, s'hi pot trobar un Calvari, la Capella de la Font Blanca, prop de la capella de Bell-lloc, Santa Maria de Bell-lloc i la capella de la Mageta, a part del cementiri i de l'església parroquial.

### Hidrònims

#### Cursos d'aigua
En el terme de Dorres hi ha la part alta de tres valls diferents. Totes tres davallen de nord-oest a sud-est, i continuen el seu curs en terme d'Angostrina i Vilanova de les Escaldes, on esdevenen afluents del Riu d'Angostrina. A la part septentrional del terme discorre el Rec de Carlit, al qual s'uneix just abans de sortir del terme de Dorres el Rieral dels Estanyets, que aporta també el Rieral dels Orriets.

#### Estanys i molleres
Al nord del terme comunal es troben l'Estany de Coll Roig i els Estanyets, a part de diferents molleres: la de la Jaça de Mollet, les Molleres dels Orriets, les del Pla dels Tiradors, les del Rieral dels Estanyets i les dels Estanyets.

#### Canals d'irrigació
A Dorres hi ha el Rec de Dorres, o de Dalt, el Rec de Passavets, o de Pont de Canal, o Branca Vella del Rec de Dorres, el Rec de Tres Fonts, o Branca Nova del Rec de Dorres.

### Orònims
Els espais geogràfics definits o topònims que indiquen relleu geogràfics es poden classificar en bacs, com el Bac dels Cabirons, els Bacs de Baix i els Bacs de Dalt; boscs, com el Bosc Comunal de Dorres; clots, com els Clots, els Clots de Fromicó, o Formicó; colls, com el Coll de Juell, el Coll dels Cirerets, el Coll Roig, el Port de Maurà i la Portella de Bac d'Hortell, de vegades anomenada de Bac d'Hortella; Comes, com la Coma Ermada i la Coma Fosca; muntanyes, com el Pic de Coll Roig, avui anomenat Puig Occidental de Coll Roig, el Pic de la Portella de Bac d'Hortell, el Pic de Torrent Roig, avui conegut com a Puig Oriental de Coll Roig, el Pic de la Jaça de Mollet, el Pic de Mollet; planes, com el Pla del Forn, el Pla dels Triadors, el Pla de Roc Rossell i els Plans; serres i serrats, com la Serra, la Serra de Bac d'Hortell, o de la Portella de Bac d'Hortell, la Serra de Coll Roig, la Serra de la Quera, la Serra d'Hortell, la Serra de Tira Dreta, el Serrat de Castellar, el Serrat de Llop-hi-canta (nom antic) i el Serrat dels Llops, i solanes, com el Solanet.

### El terme comunal
Les partides i indrets específics del terme de Dorres són les Arenes, l'Argilar, l'Avellanosa, la Balmeta, els Banys, o els Banys de Dorres, o els Banys Romans, la Beçosa, Bell-lloc, els Campots -abans, Campets- del Pal, el Camp Sec, els Camps de la Creu, els Camps de la Gavarrera, la Canaleta, en Cantres, la Closa Grossa, la Colomina, les Cortelles, la Cova de les Encantades, la Devesa del Sicart, els Espinals, els Estanyets, els Fontanals, Font de l'Agret, Font del Ferro, les Gavarreres, les Gavarreres Baixes, la Jaça del Pas, la Jaça del Rec, la Jaça dels Capellans, la Jaça dels Rocs, la Jaça de Mollet, el Lladrer, Llosa Tinent, la Mageta, Massoní, la Mata Negra, la Mata Nova, Mollet de Baix, Mollet de Dalt, el Mosquer, el Mosquer Baix, els Orriets, els Pallers, el Pas de Maurà, els Passavets, els Passos, els Paüls, o el Solà, el Peiró, el Pou, el Prat de la Balmeta, els Prats Llingars, el Puig, el Puig de la Vinya, els Querenots, o Carenots, el Quergallet, o Cargallet, el Ras de Carlit, Regatell, el Riu, Roques Altes, la Senadora, les Tarteretes, o la Tartera, o el Tarter, Tarterola, Terres de Bell-lloc, la Trapa del Llop, les Tres Fonts, les Toses, en Vall, en Valladar, la Voltorera i el Xalet.

#### Senyals termenals
Algun dels topònims remeten als senyals que delimiten el terme comunal: dues la Creu sense complement, la Creu Envallada, la Creu del Coll dels Cirerets, la Creu del Cortal d'en Fabra, la Creu del Prat de la Balmeta, o, simplement, de la Balmeta, la Creu del Clot de Cardelló, la Creu del Socarrat, la Riba de les Cortelles, el Roc dels Fontanals, el Roc de Llosa Tinent, el Roc de Camp Sec, el Roc de Castellar, el Roc de la Barraca dels Castellans, el Roc de la Devesa del Sicart, el Roc de la Devesa d'en Maurí, o del Solà d'en Mas, el Roc de la Font del Solà d'en Garrota (nom antic), el Roc de la Serra de la Quera, el Roc del Camp del Guillamet, el Roc del Solà d'en Planes, el Roc de Maurà, el Roc Forcat i el Roc Rossell.

## Transports i comunicacions

### Carreteres
En el terme comunal de Dorres es pot trobar una sola carretera departamental, la D - 10 (Dorres - Vilanova de les Escaldes), d'1,4 quilòmetres. A Vilanova de les Escaldes, però, s'uneix a la carretera D - 618 (N - 116, a la Cabanassa - Ur), a través de la qual enllaça amb la resta de la Catalunya del Nord.

### Transport públic col·lectiu
Pròpiament, Dorres només disposa del TAD (Transport à la demande), com els altres pobles de la comarca, però a través de Vilanova de les Escaldes enllaça amb la línia 260, que uneix Perpinyà amb la Cerdanya passant per Prada, fins on és directa des de la capital del Rosselló, Rià, Vilafranca de Conflent, Serdinyà, Oleta, Toès, Fontpedrosa, Fetges, Montlluís, Bolquera, Font-romeu, Èguet, Targasona, Angostrina, Vilanova de les Escaldes, Ur, Enveig, la Tor de Querol, la Cabanassa, Sallagosa, Er, Naüja, Oceja, la Guingueta d'Ix, Ur (fent un bucle a l'Alta Cerdanya), Enveig, la Tor de Querol, Porta i Portè. Aquesta línia circula de dilluns a dissabte amb quatre serveis diaris en direcció a la Cerdanya i cinc en direcció a Perpinyà, més un servei diari extra divendres i dissabte i tres serveis en cada direcció el diumenge.

### Els camins del terme
Els camins del terme de Dorres es poden classificar en dos grups: els interiors del terme, i els que l'enllacen amb els pobles i termes veïns. Els primers són el Camí de la Jaça del Pas, el de Llosa Tinent, el dels Banys, el dels Comunals dels Plans, el dels Espinals, el dels Prats Llingars, el de Pont de Canal, abans Camí de la Muntanya o dels Comunals del Carlit, la Carrerada de les Garraveres dels Plans i la Carrerada dels Paüls. Entre els que s'adrecen als pobles i termes veïns es troba el Camí de Brangolí, el de Vilanova, el d'Ur, la Carrerada de Capcir, la Carrerada del Camí Ramader, la Carrerada de les Cortelles, la Carretera -abans, Camí- de les Escaldes, el Torn de Cerdanya, que inclou el Camí de Bell-lloc, el Camí Ramader, el Camí dels Banys i el Camí d'Ur, i el Torn del Carlit, que inclou el Camí de Brangolí i el Camí dels Banys.

## Activitats econòmiques
La principal activitat econòmica de Dorres ha estat sempre la relacionada amb el bestiar boví, principalment a causa de la gran presència en el terme de pastures en els vessants del Massís del Carlit i de conreu de farratges, que depassa les 200 hectàrees. A la part més baixa del terme, propera al poble, hi ha una certa extensió dedicada al conreu de cereals (una trentena d'hectàrees), sobretot blat i sègol. El conreu d'hortalisses no arriba a la mitja dotzena d'hectàrees.
La forta presència de granit en el terme ha propiciat històricament una certa activitat a l'entorn del treball de la pedra.

## Història

### Prehistòria
En el terme de Dorres s'han trobat diverses destrals de pedra polida i ceràmica, procedents d'un hàbitat prehistòric.

### Edat mitjana
Dorres és citat per primer cop en el darrer quart del segle ix, quan el seu possessor, el monjo Sunifred, llegà en testament el lloc de Dorres a Radulf, fill de Guifré el Pilós, el qual el cedí al seu fill Oliba. El segle xi consten possessions i predis (praedia in parrochia de Edorres) a Dorres del monestir de Sant Miquel de Cuixà i del de Sant Martí del Canigó. El 1260 també hi consten drets del priorat de Sant Jaume de Frontanyà. També en aquesta darrera etapa consta, possiblement com a senyor del lloc, Guillem d'Edorres.
Ja als segles xiii i xiv hi consten altres propietaris, com el priorat de Santa Maria de Marcèvol, Bernat d'Aragolisa, Pere d'Isòvol, Ramon de Casafranca o el priorat de Santa Maria de Bell-lloc. Tanmateix, ja al segle xiv Dorres està documentat com a possessió reial. Segons el cens de 1359, el poble tenia 11 focs, és a dir, 11 habitatges o 11 famílies, o unes 70 persones.
Les cases veïnes confirmen l'antiguitat del poble, i segueixen les pautes de l'època, amb marcs datats l'any 1780 per exemple el de casa dels Messa, que consta de la data, la "M" del cognom i una creu, o la de Miquel Sicart, de 1842. Aquests marcs estan fets amb pedra de la Cerdanya, que mostra la importància que va tenir en el seu moment les canteres per proveir dels marcs correctes a aquestes cases.

## Demografia

### Demografia antiga
La població està expressada en nombre de focs (f) o d'habitants (h)
| 30 f | 11 f | 7 f | 14 f | 36 f | 38 f | 293 h | 51 f | 250 h | 60 f |

(Fonts: Pélissier, 1986.)

### Demografia contemporània
| Evolució de la població |      |      |      |      |      |      |      |      |
| 1793                    | 1800 | 1806 | 1821 | 1831 | 1836 | 1841 | 1846 | 1851 |
| 253                     | 175  | 310  | 288  | 330  | 334  | 327  | 329  | 366  |

| 1856 | 1861 | 1866 | 1872 | 1876 | 1881 | 1886 | 1891 | 1896 |
| ---- | ---- | ---- | ---- | ---- | ---- | ---- | ---- | ---- |
| 341  | 320  | 300  | 306  | 320  | 330  | 325  | 313  | 292  |

| 1901 | 1906 | 1911 | 1921 | 1926 | 1931 | 1936 | 1946 | 1954 |
| ---- | ---- | ---- | ---- | ---- | ---- | ---- | ---- | ---- |
| 337  | 285  | 294  | 207  | 218  | 210  | 197  | 201  | 166  |

| 1962 | 1968 | 1975 | 1982 | 1990 | 1999 | 2006 | 2007 | 2012 |
| ---- | ---- | ---- | ---- | ---- | ---- | ---- | ---- | ---- |
| 176  | 171  | 154  | 156  | 192  | 219  | 184  | 179  | 162  |

| 2016 |
| ---- |
| 166  |

Fonts: Ldh/EHESS/Cassini fins al 1999, després INSEE a partir deL 2004

### Evolució de la població

Població 1962-2008

## Administració i política

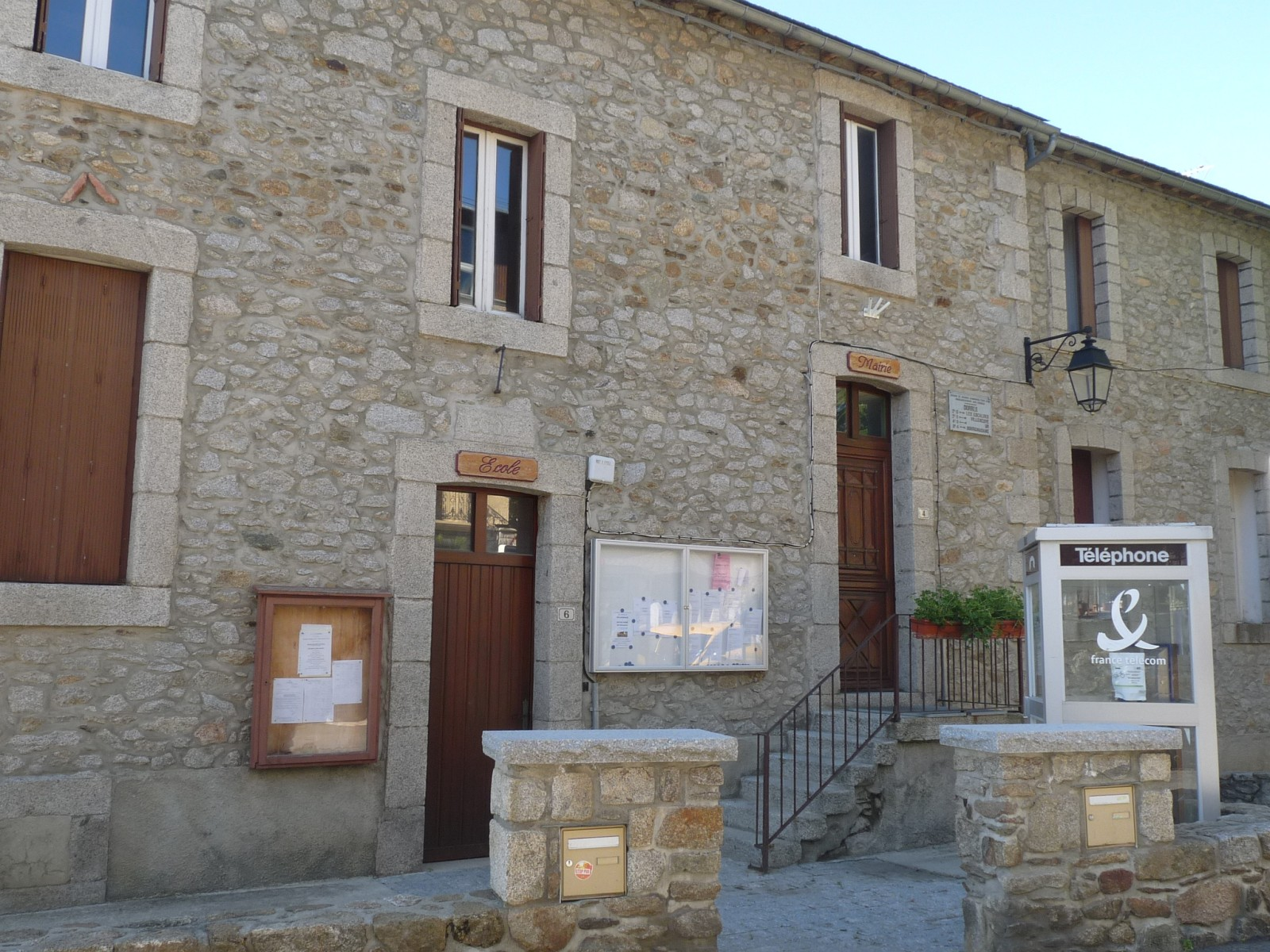
L'antiga escola, ara Casa del Comú

### Batlles
| Batlle              | Període                       |
| ------------------- | ----------------------------- |
| Joan Antoni Obrer   | 1790 - 1791                   |
| Rafael Baró         | 1791 - 1793                   |
| Jacinta Vidal       | 1793 - 1797                   |
| Joan Buscall        | 1797 - 1816                   |
| Miquel Vidal        | 1816 - 1825                   |
| Guillem Pont        | 1825 - 1832                   |
| Joan Buscall        | 1832 - 1837                   |
| Joan Obrer          | 1837 - 1841                   |
| Joan Buscall        | 1841 - 1843                   |
| Joan Barrera        | 1843 - 1848                   |
| Salvador Vidal      | 1848 - 1848                   |
| Peregrí Riu         | 1848 - 1855                   |
| Domènec Pont        | 1855 - 1871                   |
| Jaume Grau          | 1871 - 1873                   |
| Pere Obrer          | 1873 - 1891                   |
| Domènec Clerc       | 1891 - 1896                   |
| Esteve Barnola      | 1896 - 1908                   |
| Bonaventura Colomer | 1908 - 1925                   |
| Guillem Pont        | 1925 - 1935                   |
| Denís Llonguet      | 1935 - 1939                   |
| Pere Obrer          | 1939 - 1941                   |
| Guillem Cassú       | 1941 - 1944                   |
| Guillem Gordia      | 1944 - 1959                   |
| Joan Gordia         | 1959 - 2000                   |
| Víctor Marty        | Març del 2001 - Març del 2014 |
| Sylvie Candau       | Març del 2014 - Moment actual |

### Legislatura 2014 - 2020

#### Batlle
- Sylvie Candau, vicepresidenta de Patrimoni de la Comunitat de comunes Pirineus - Cerdanya.

#### Adjunts al batlle[11]
- 1r: Philippe Marty
- 2n: Sylvain Enard.

#### Consellers municipals
- Marc Cambien, conseller municipal
- Alain Colomer, conseller municipal, President de l'ASA dels Canals de Dorres
- Claire Colonges, consellera municipal
- Christine Davesa, conseller municipal
- Anne-Lise Daviaud, consellera municipal
- Marie Delgado, consellera municipal
- Patrice Duberos, conseller municipal
- Edith Gomez, consellera municipal
- Michel Lecomte, conseller municipal
- Anne Le Gall, consellera municipal
- Étienne Navarre, conseller municipal.
- Pierre Pallarès, conseller municipal
- Christian Rebouleau, conseller municipal

### Adscripció cantonal
Des de les eleccions cantonals del 2015, Dorres forma part del Cantó dels Pirineus Catalans.

### Serveis comunals mancomunats
Dorres pertany a la Comunitat de comunes Pirineus Cerdanya, amb capitalitat a Sallagosa, juntament amb Angostrina i Vilanova de les Escaldes, Enveig, Èguet, Er, Estavar, la Guingueta d'Ix, Llo, Naüja, Oceja, Palau de Cerdanya, Porta, Portè, Sallagosa, Santa Llocaia, Targasona, la Tor de Querol, Ur i Vallcebollera.

## Ensenyament i Cultura
Dins del marc del reagrupament escolar amb Angostrina i Vilanova de les Escaldes, Dorres ha conservat l'escola pública elemental, compartida amb les poblacions del terme veí esmentat. A Dorres es desenvolupen les activitats de la classe dels grans, d'una vintena d'alumnes, mentre que la maternal i els primers cursos de la primària es desenvolupen a l'escola Louis Clerc de Vilanova de les Escaldes. Alguns escolars de Dorres assisteixen, a més, a les escoles d'Ur.
Pel que fa a la secundària, els col·legis més propers són el Col·legi Cerdanya, públic, de la Guingueta d'Ix, el col·legi privat la Forêt, de Vià, i l'anomenat la Perla Cerdana, públic i annex al Col·legi Cerdanya, d'Oceja. Els cursos de batxillerat es poden cursar en el Liceu Professional Agrícola El Mas Blanc, de la Guingueta d'Ix, el Liceu Agrícola La Perla Cerdana, d'Oceja, i el Liceu climàtic i esportiu Pierre de Coubertin, de Font-romeu, tots tres de caràcter públic.

## Llocs d'interès
- Església parroquial de Sant Joan Evangelista
- Capella de la Mare de Déu de Bell-lloc
- Capella de la Mageta
- Capella del Sant Crist
- Banys termals

## Persones il·lustres
- Domènec Baró (1788 - 1865), sacerdot i poeta.
- Joan Miquel Aymar (1818 – 1894), sacerdot i escriptor.